# Talanga quadristigmalis
Talanga quadristigmalis là một loài bướm đêm trong họ Crambidae.